# The Shameless
The Shameless ist ein Kriminalfilm von Konstantin Bojanov. Der Thriller erzählt die Geschichte zweier junger Prostituierten, die in Indien leben, und feierte im Mai 2024 bei den Internationalen Filmfestspielen in Cannes seine Premiere.

## Handlung
Nachdem sie in einem Bordell in Delhi einen Polizisten getötet hat, flüchtet Nadira mitten in der Nacht. Sie sucht Zuflucht in einer Gemeinschaft von Sexarbeiterinnen in Chhatarpur im Norden Indiens und nimmt den Hindu-Namen Renuka an. Dort beginnt sie eine Romanze mit der 17-jährigen Devika. Diese wurde bereits im Alter von 14 Jahren als Devadasi zur Prostitution verurteilt.

## Produktion

### Filmstab, Besetzung und Dreharbeiten
Regie führte Konstantin Bojanov, der auch das Drehbuch schrieb. The Shameless ist nach Avé von 2011 und Light Thereafter von 2017 der dritte Spielfilm des Bulgaren.
Anuksha Suguna Pushparaj spielt die 17-jährige Devadasi Devika und Anasuya Sengupta die aus Neu-Delhi geflohene Prostituierte Nadira, die sich in Chhatarpur Renuka nennt. Es handelt sich dabei um einen anderen Namen für die hinduistische Muttergöttin Yellamma, den Nadira wählt, um ihre muslimische Identität zu verbergen. Bojanov hatte Sengupta kennengelernt, als er in Mumbai lebte. Sie wollte Schauspielerin werden, war von Bollywood jedoch nicht beeindruckt und arbeitete als Szenenbildnerin.
Der Film wurde in und um Kathmandu gedreht. Kameramann Gabriel Lobos war zuletzt für die Schweizer Dokumentarfilme Rotzloch von Maja Tschumi und Le Fils du Chasseur von Juliette Riccaboni und das Liebesdrama Chroma von Jean-Laurent Chautems tätig.

### Filmmusik, Marketing und Veröffentlichung
Die Filmmusik komponierte Petar Dundakov, der zuletzt für die Dokumentarfilme The Last Seagull von Tonislav Hristov und Flying with Fins von Maria Averina und das Mystery-Drama  Arcadia von Yorgos Zois tätig war. Das Soundtrack-Album mit insgesamt 16 Musikstücken wurde kurz nach der Premiere des Films von der Plaza Mayor Company als Download veröffentlicht.
Die Premiere des Films erfolgte am 17. Mai 2024 bei den Internationalen Filmfestspielen in Cannes, wo er in der Reihe Un Certain Regard gezeigt wurde. Kurz zuvor wurde der erste Trailer vorgestellt. Im Januar 2025 wurde er beim Palm Springs International Film Festival gezeigt. Ebenfalls im Januar 2025 wird der Film beim Trieste Film Festival vorgestellt.

## Auszeichnungen
The Shameless befindet sich in der Vorauswahl zum Europäischen Filmpreis 2024. Im Folgenden eine Auswahl von Nominierungen und Auszeichnungen.
Geneva International Film Festival 2024
- Nominierung im Internationalen Spielfilmwettbewerb[10]

 Internationale Filmfestspiele von Cannes 2024
- Nominierung in der Reihe Un Certain Regard
- Auszeichnung als Beste Schauspielerin in der Reihe Un Certain Regard (Anasuya Sengupta)[11]

Schweizer Filmpreis 2025
- Nominierung für die Beste Kamera (Gabriel Lobos)

Trieste Film Festival 2025
- Nominierung im Spielfilmwettbewerb[8]